# 群馬県道35号渋川東吾妻線
群馬県道35号渋川東吾妻線（ぐんまけんどう35ごう しぶかわひがしあがつません）は、群馬県渋川市中村から吾妻郡東吾妻町大字原町を結ぶ県道（主要地方道）である。

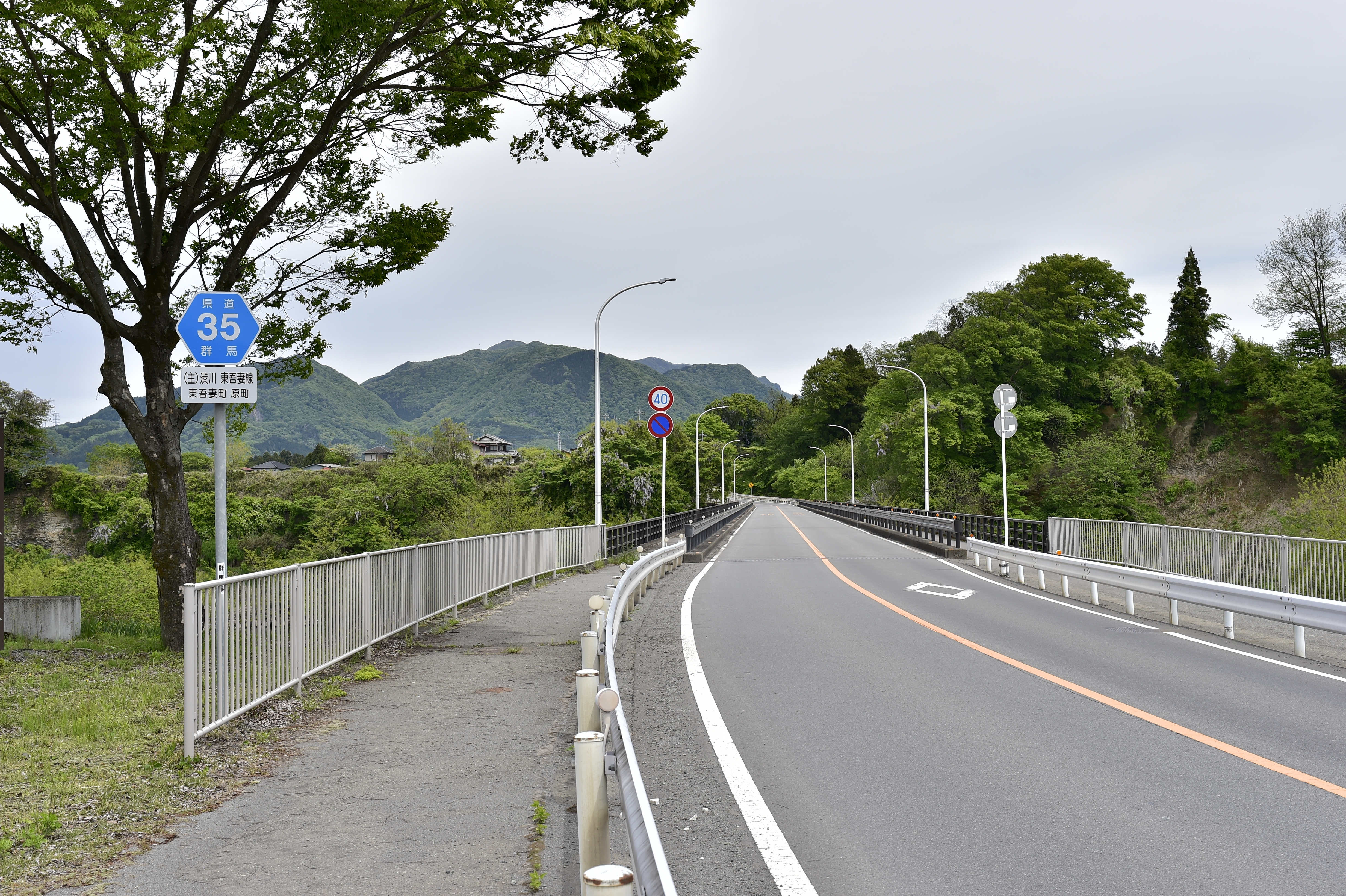
群馬県道35号渋川東吾妻線
東吾妻町原町（2022年5月）

## 概要
榛名山の裾を通過する道路で、吾妻川の対岸を通過する国道353号と比べると日当たりが良くないことから、吾妻地区の人からは、通称「日陰道（ひかげみち）」とも呼ばれている。また、渋川市渋川から同市川島までは旧三国街道の経路を辿っており、途中の渋川市金井は同街道の宿場通りであった。
本県道の性格は、主に渋川市の金島地区と東吾妻町の旧東村および太田地区の幹線道路である。対岸を通る国道353号の迂回路にもなっており、主に渋滞に見舞われることの多い鯉沢交差点（鯉沢バイパス開通以降は渋滞が緩和されている）と落石の多発区間（渋川市小野子 - 小野上駅前）を迂廻する経路になっている。
起点の渋川市中村から藤ノ木東交差点間は、地域高規格道路上信自動車道として、国道17号渋川西バイパスに現道活用区間として編入される計画となっている。起点 - 石原交差点間が暫定2車線だったところ、2013年12月に国道交通省高崎河川国道事務所によって拡幅（対面4車線化）され、石原交差点 - 藤ノ木東交差点間に先駆けて、国管理区間（国道17号）となった。その先も、終点の手前まで上信自動車道と並走し、一部交差することとなる。
上信自動車道に移行予定の起点の渋川市中村から同市石原・藤ノ木東交差点までは4車線、そこから終点の東吾妻町原町までは2車線である。

### 路線データ
- 起点：渋川市中村（国道17号交点〈中村交差点〉）
- 終点：吾妻郡東吾妻町大字原町（群馬県道28号高崎東吾妻線交点）
- 重要な経過地：吾妻郡東村[注釈 1]

## 歴史
- 1959年（昭和34年）9月18日：群馬県より現・道路法に基づき、前身にあたる県道原町渋川線（吾妻郡吾妻町大字原町 - 渋川市元町、整理番号46）として路線認定される[4]。
  - 同時に、前々身路線にあたる県道渋川原町線（渋川市 - 吾妻郡吾妻町大字原町、整理番号39）が路線廃止される[5]。
- 1983年（昭和58年）1月17日：群馬県より県道路線認定に関する告示（昭和34年群馬県告示第324号）の一部が改正され、原町渋川線（吾妻郡吾妻町 - 渋川市、整理番号141）から渋川吾妻線（渋川市 - 吾妻郡吾妻町、整理番号56）となる[6]。
- 1993年（平成5年）5月11日：建設省から、県道渋川吾妻線が渋川吾妻線として主要地方道に指定される[7]。

## 路線状況

### 重複区間
- 群馬県道33号渋川松井田線（渋川市渋川 - 渋川市渋川・国土交通省前交差点）
- 群馬県道155号伊香保村上線（吾妻郡吾妻町大字岡崎・岡崎交差点 - 吾妻郡吾妻町大字箱島）

## 地理

### 通過する自治体
- 渋川市
- 吾妻郡東吾妻町

### 交差する道路
- 国道17号 渋川バイパス（渋川市中村・中村交差点、起点）
- 群馬県道25号高崎渋川線（渋川市石原・石原交差点）
- 群馬県道33号渋川松井田線（渋川市渋川）
- 群馬県道33号渋川松井田線（渋川市渋川・国土交通省前交差点）
- 国道353号 上信自動車道（渋川市金井・金井IC）
- 群馬県道36号渋川下新田線（渋川市川島・下川島交差点）
- 群馬県道164号渋川吉岡線（渋川市川島・上川島交差点）
- 群馬県道155号伊香保村上線（吾妻郡吾妻町大字岡崎・岡崎交差点）
- 国道353号 上信自動車道（吾妻郡吾妻町大字箱島・箱島IC）
- 群馬県道155号伊香保村上線（吾妻郡吾妻町大字箱島）
- 群馬県道240号新巻市城線（吾妻郡吾妻町大字新巻・新巻交差点）
- 群馬県道232号植栗伊勢線（吾妻郡吾妻町大字植栗・植栗交差点）
- 群馬県道58号中之条東吾妻線（吾妻郡吾妻町大字原町・槻木交差点）
- 群馬県道28号高崎東吾妻線（吾妻郡吾妻町大字原町、終点）